# Hoyo del Diablo
El hoyo o pozo del Diablo (del inglés: Devil's Hole) es un hábitat único de desierto que es administrado por el Parque Nacional del Valle de la Muerte, y situado en el Refugio nacional de Vida silvestre Ash Meadows, en el condado de Nye, estado de Nevada, al suroeste de los Estados Unidos.
El hoyo del diablo es un acuífero geotérmico (92 °F/33 °C), alimentado por una piscina dentro de una caverna de piedra caliza en el desierto de Amargosa, en el valle de Amargosa, Nevada, al este de la cordillera de Amargosa y las montañas Funeral del valle de la Muerte.